# Арт Смакай
Арт Смакай (хорв. Art Smakaj, нар. 4 лютого, Загреб, Хорватія) — косовський футболіст, опорний півзахисник хорватського клубу «Локомотива» та національної збірної Косова.

## Ігрова кар'єра

### Клубна
Арт Смакай народився в хорватському місті Загреб і там же почав займатися футболом. У 2016 році він приєднався до молодіжної команди хорватського клубу «Локомотива». Починаючи з сезону 2021/22, Смакая внесли до заявки першої команди на участь у чемпіонаті країни.
Першу гру в основі Смакай провів 26 лютого 2022 року, коли вийшов з перших хвилин на матч проти «Гориці».

### Збірна
Міжнародну кар'єру Арт Смакай почав у 2021 році виступами в юнацькій збірній Косова. З наступного року футболіст почав грати у молодіжній збірній Косова.
30 травня 2024 року в товариському матчі проти збірної Норвегії Арт Смакай дебютував у складі національної збірної Косова.